# Torsten Stein (Rechtswissenschaftler)
Torsten Stein  (* 31. Dezember 1944 in Potsdam; † 21. Juni 2024) war ein deutscher Rechtswissenschaftler. Er war von 1991 bis 2012 Inhaber des Lehrstuhls für Europarecht und europäisches öffentliches Recht an der Universität des Saarlandes und Direktor des Europa-Instituts, Sektion Rechtswissenschaft der Universität des Saarlandes.

## Leben
Torsten Stein leistete von 1964 bis 1966 den Wehrdienst ab und war zuletzt Oberst der Reserve. Von 1966 bis 1970 studierte er Rechtswissenschaften an der Ruprecht-Karls-Universität Heidelberg und der Freien Universität zu Berlin. Nach seiner Promotion in Heidelberg zum Thema „Amtshilfe in auswärtigen Angelegenheiten“ im Jahr 1974 ging er als Referent zum Max-Planck-Institut für ausländisches öffentliches Recht und Völkerrecht in Heidelberg. Er habilitierte sich 1983 („Die Auslieferungsausnahme bei politischen Delikten: Normative Grenzen, Anwendung in der Praxis und Versuch einer Neuformulierung“) für Deutsches und ausländisches öffentliches Recht, Völkerrecht und Europarecht und wurde 1986 zum Professor an der Universität Heidelberg ernannt, wobei er seine Tätigkeit am Max-Planck-Institut beibehielt. Von 1991 bis 2012 war er Inhaber des Lehrstuhls für Europarecht und europäisches öffentliches Recht an der Universität des Saarlandes und Direktor des Europa-Instituts, Sektion Rechtswissenschaft.
Stein war Vorsitzender und Berichterstatter internationaler Ausschüsse der International Law Association (ILA), Vorsitzender der Deutschen Vereinigung für Internationales Recht (Deutsche Landesgruppe der ILA) sowie Honorary Treasurer und Mitglied im Executive Council der ILA. Er war Mitglied in juristischen Fachgesellschaften und Geschäftsführer der Vereinigung der Freunde der Universität des Saarlandes e.V. sowie Vorsitzender der Hermann und Dr. Charlotte Deutsch Stiftung. Er war zudem Vorsitzender der Heidelberger Gesellschaft für ausländisches öffentliches Recht und Völkerrecht e.V. und für viele Jahre Mitglied des Kuratoriums der Europäischen Rechtsakademie Trier (ERA) und im Akademiebeirat der Europäischen Akademie Otzenhausen. Er war Mitglied im Beirat der Bundesakademie für Sicherheitspolitik.
Er war Mit-Herausgeberschaft der Zeitschrift für Europarechtliche Studien (ZEuS) und der Schriften des Europa-Instituts der Universität des Saarlandes – Rechtswissenschaft sowie der Saarbrücker Studien zum Internationalen Recht.
Seine Hauptforschungs- und Lehrgebiete waren 
- Institutionelles Europarecht
- Gemeinsame Außen-, Sicherheits- und Verteidigungspolitik der Europäischen Union
- Gewaltverbot, Selbstverteidigung und Friedenssicherung im Völkerrecht
- Humanitäres Völkerrecht
- Internationaler Strafgerichtshof

## Schriften (Auswahl)
- Amtshilfe in auswärtigen Angelegenheiten (= Beiträge zum ausländischen öffentlichen Recht und Völkerrecht. Bd. 67). Springer, Berlin u. a. 1975, ISBN 3-540-07088-5.
- Die Auslieferungsausnahme bei politischen Delikten. Normative Grenzen, Anwendung in der Praxis und Versuch einer Neuformulierung (= Beiträge zum ausländischen öffentlichen Recht und Völkerrecht. Bd. 82). Springer, Berlin u. a. 1983, ISBN 3-540-12132-3.
- (Hrsg.): Die Autorität des Rechts. Verfassungsrecht, Völkerrecht, Europarecht. Referate und Diskussionsbeiträge des wissenschaftlichen Kolloquiums aus Anlass des 65. Geburtstages von Karl Doehring am 17. März 1984 in Heidelberg (= Heidelberger Forum. Bd. 29). v. Decker, Heidelberg 1985, ISBN 3-8114-8384-6.
- mit Jochen Abraham Frowein: Rechtliche Aspekte einer Beteiligung der Bundesrepublik Deutschland an Friedenstruppen der Vereinten Nationen. Materialien des Kolloquiums vom 17./18.8.1989 (= Beiträge zum ausländischen öffentlichen Recht und Völkerrecht. Bd. 101). Springer, Berlin u. a. 1990, ISBN 3-540-52928-4.
- mit Knut Ipsen, Christian Raap, Armin A. Steinkamm (Hrsg.): Wehrrecht und Friedenssicherung: Festschrift für Klaus Dau zum 65. Geburtstag. Luchterhand, Neuwied u. a. 1999, ISBN 3-472-03023-2.
- mit Markus Rauber: Rechtliche Grenzen der Bekämpfung des Tabakkonsums im Mehrebenensystem (= Schriften des Europa-Instituts der Universität des Saarlandes – Rechtswissenschaft. Bd. 81). Nomos, Baden-Baden 2011, ISBN 978-3-8329-6231-9.
- mit Christian von Buttlar: Völkerrecht (= Academia iuris). 13. neu bearbeitete Auflage, Vahlen, München 2013, ISBN 978-3-8006-3913-7.